# Hyperraum
Mit Hyperraum (von griechisch hyper für „über“) bezeichnet man Räume mit mehr als drei Dimensionen. Ursprünglich war damit die Erweiterung von euklidischen Räumen der Alltagsanschauung auf mehr als drei Dimensionen gemeint. Der Raum muss aber nicht unbedingt euklidisch sein und ist es in der Physik auch häufig nicht, wenn zum Beispiel Erweiterungen des Minkowski-Raumes betrachtet werden, wobei hier neben den drei Raumdimensionen auch eine Zeitdimension betrachtet wird (vier Dimensionen), der entsprechende Hyperraum hätte in diesem Fall neben der Zeitdimension mehr als drei Raumdimensionen.

## Ursprung des Begriffs
Der Begriff Hyperraum wurde erstmals in der zweiten Hälfte des 19. Jahrhunderts verwendet, als in der Mathematik abstrakte Raumbegriffe aufkamen, welche über den dreidimensionalen Anschauungsraum hinausgingen. Der Beginn der mathematischen Auseinandersetzung mit solchen exotischen Räumen geht zurück auf den 10. Juni 1854, als Bernhard Riemann in seiner Habilitationsvorlesung an der Universität Göttingen seine radikal neue Geometrie gekrümmter beliebig-dimensionaler Räume vorstellte.
In Anlehnung oder inspiriert durch seine Verwendung in der Mathematik, wo er auch einen Bruch mit den traditionellen Vorstellungen darstellte, fand der Begriff auch Eingang in viele andere Bereiche, wie zum Beispiel in die Literatur, Philosophie, Psychologie und die Physik. Der Mathematiker Simon Newcomb fasste die Faszination, die das Konzept weit über die Mathematik hinaus ausübte, in einer Ansprache an die American Mathematical Society im Dezember 1897 in die folgenden Worte:

“The introduction of what is now very generally called hyper-space, especially space of more than three dimensions, into mathematics has proved a stumbling block to more than one able philosopher.”

„Die Einführung dessen, was nun im Allgemeinen als Hyperraum bezeichnet wird - besonders Raum mit mehr als 3 Dimensionen - in die Mathematik, hat sich als Stolperfalle für mehr als nur einen fähigen Philosophen erwiesen.“

## Verwendung in der Mathematik
In der Mathematik wurde der Begriff ursprünglich für höherdimensionale euklidische Räume mit vier oder mehr Dimensionen verwandt. Später wurde der Begriff auch auf andere höherdimensionale Räume ausgedehnt, denen ein anderer Raumbegriff als der euklidische zugrunde liegen kann.
In einer völlig unabhängigen Begriffsbildung werden in der Topologie Hyperräume als Strukturen über topologischen Räumen konstruiert. Unter dem Hyperraum {\displaystyle H(X)} eines Raumes {\displaystyle X} versteht man dabei einen Raum, dessen Punkte geeignete Teilmengen von {\displaystyle X} sind, und in den {\displaystyle X} eingebettet werden kann. Dieser Hyperraumbegriff wurde 1914 von Felix Hausdorff in seinen Grundzügen der Mengenlehre für metrische Räume entwickelt, er wurde 1922 von Leopold Vietoris auf allgemeine topologische Räume ausgedehnt.

## Verwendung in der Physik
In der Physik versteht man unter einem Hyperraum einen physikalischen Raum, der mehr als drei Raum-Dimensionen besitzt (hinzu kommt gemäß der speziellen Relativitätstheorie noch eine Zeitdimension, so dass insgesamt vier Raum-Zeit-Dimensionen vorhanden sind) und somit über unsere herkömmliche dreidimensionale Raumvorstellung hinausgeht. Der Begriff wurde jedoch ursprünglich kaum in der naturwissenschaftlichen Fachliteratur zur Bezeichnung höherdimensionaler Räume verwendet, sondern zunächst in der Science-Fiction-Literatur geprägt. Nachdem der Physiker Michio Kaku dann im Jahr 1994 ein populärwissenschaftliches Buch über die theoretische Physik mit dem Titel Hyperspace (englisch für Hyperraum) veröffentlicht hatte, wurde der Begriff zunehmend in der populärwissenschaftlichen und seltener auch in der fachwissenschaftlichen Literatur verwandt. Je nach der zugrunde gelegten physikalischen Theorie besitzt der Hyperraum eine Dimensionsanzahl zwischen 4 (Allgemeine Relativitätstheorie) und 11 (M-Theorie), wobei hier wieder eine Zeitdimensionen eingeschlossen ist.

## Fiktionale Verwendung
Seit der Einführung von nicht-euklidischen Geometrien in die Mathematik durch Riemann fanden Beschreibungen von „höheren Dimensionen“ auch vielfach Eingang in Kunst und Literatur. Insbesondere das Interesse an einer zusätzlichen räumlichen „vierten Dimension“ erreichte zwischen 1870 und 1920 einen Höhepunkt, Hyperräume und höhere Dimensionen wurden zur Metapher für das Fremde und Undurchschaubare. Ein literarischer Klassiker, der die vierte Dimension als Allegorie für die Begrenztheit der menschlichen Vorstellungskraft nutzt, ist die Kurzgeschichte Flächenland aus dem Jahre 1884 von Edwin Abbott Abbott. Aber auch bei anderen Autoren wie Oscar Wilde, Marcel Proust, Fjodor Dostojewski und H. G. Wells taucht der Begriff auf. Außerdem inspirierten Vorstellungen von höheren Dimensionen Werke von Musikern wie Alexander Scriabin, Edgar Varèse und George Antheil sowie Maler wie Pablo Picasso und Marcel Duchamp und beeinflussten die Entwicklung des Kubismus und Expressionismus.
Im Gegensatz zur sonstigen Literatur, in der nach dem Höhepunkt des Interesses um 1900 die Verwendung stark zurückging, hat sich in der Science-Fiction der Begriff Hyperraum fest etabliert. Er bezeichnet dort ein Medium, durch das Raumschiffe „Abkürzungen“ nehmen können, um die relativistisch begründete Unmöglichkeit von Überlichtgeschwindigkeiten zu umgehen. Eingeführt wurde der Begriff Hyperspace (englisch für Hyperraum) in der Science-Fiction im Jahr 1931 von John W. Campbell in der amerikanischen Magazin-Version seines Romans Island of Space (in der Übersetzung: Kosmische Kreuzfahrt).

### Physische Darstellung des Hyperraumes in Kunst und Literatur
Der Hyperraum wird in der Literatur zumeist als Parallelwelt mit speziellen Eigenschaften beschrieben, um ihn als Plot-Device nutzen zu können. In diesem Hyperraum gelten die realen physikalischen Naturgesetze zumeist nicht oder nur teilweise.
Diesem Bild trägt auch der alternativ verwendete Begriff Warp Space Rechnung. Einige Autoren beschreiben ein künstlich erzeugtes, begrenztes Phänomen, wofür sie dann oft den Begriff Space Warp benutzen, der ebenfalls bei Campbell erstmals auftauchte. Auch das Bild eines fadenförmig strukturierten Hyperraumes wird gelegentlich verwendet – dann zumeist Slipstream genannt –, etwa bei der Fernsehserie Andromeda, wobei sich die Autoren dabei durch Begriffe aus der Stringtheorie haben inspirieren lassen. Der ursprüngliche Begriff Hyperraum ist jedoch bei weitem am gebräuchlichsten. Obwohl das in der Science-Fiction verwendete Hyperraum-Konzept keine rationale Plausibilität besitzt, ist es spätestens seit den 1950er Jahren zu einem allgemein üblichen Kunstgriff geworden, um die Einschränkungen der realen Physik zu umgehen. Darstellungen von höheren Dimensionen, die diese selbst in das Zentrum der Handlung stellen und nicht lediglich als Hilfsmittel verwenden, sind hingegen verhältnismäßig selten. Ein Beispiel dafür ist die Verwendung in der Serie Babylon 5, wo der Hyperraum ein zentrales Handlungselement der Serie ist und als farbige, wolkenähnliche Umgebung verbildlicht wird.
Versuche in der Science-Fiction-Literatur, den Hyperraum selbst zu veranschaulichen, beschreiben oft eine chaotische, die Sinne verwirrende Umgebung. Beispiele für solche Darstellungen sind die Romane The Mapmakers (1955) von Frederik Pohl, Hyperspace (1959) von R. Lionel Fanthorpe, All the Traps of Earth (1960) von Clifford D. Simak, Timepiece (1968) von Brian N. Ball und A Different Light (1978) von Elizabeth A. Lynn. Gelegentlich wurde der Hyperraum auch als von exotischen Wesen bevölkert beschrieben, wie etwa in Christopher Grimms Roman Someone to Watch Over Me vom Jahr 1959. Die weithin bekannteste Visualisierung eines fiktiven Hyperraums entstammt der Filmreihe Star Wars, die ab 1977 in die Kinos kam: Obgleich der Begriff dort lediglich als von früheren Science-Fiction-Werken übernommener Kunstgriff für die Handlung fungiert, ging das Hyperraum-Konzept durch die spektakulären Effekte, die den Sprung der Raumschiffe in den Hyperraum illustrieren, endgültig in die Popkultur ein.

Neben der bildlichen Darstellung als optisch sichtbarer Parallelraum gibt es aber auch das entgegengesetzte Konzept, den Hyperraum als abstrakten, nicht sichtbaren Ort zu beschreiben. Diese Darstellung wird beispielsweise in den Werken von Larry Niven (Ringwelt) oder Michael McCollum (Gibraltar Stars Trilogie) genutzt. Dies ist auch in den Fernsehserien und Kinofilmen des Star-Trek-Franchise der Fall, wo der Begriff Subraum für den Hyperraum gebraucht wird. Der Subraum wird erst in späteren Serien wie Voyager visualisiert.